# Gravizentrum
Das Gravizentrum eines Körpers bezeichnet das Mittel aller Positionen, gewichtet nach der angreifenden Gravitationskraft im jeweiligen Punkt.
- Für ein homogenes Gravitationsfeld (z. B. in der Nähe der Erdoberfläche) stimmt das Gravizentrum mit dem Massenmittelpunkt des Körpers überein.[1] Daher werden beide Begriffe häufig undifferenziert als Schwerpunkt bezeichnet.
- Im allgemeinen Fall inhomogener Gravitationsfelder (dritter Fall unten) sind Gravizentrum und Massenmittelpunkt verschieden. Welcher der beiden Punkte als „Schwerpunkt“ bezeichnet wird, hängt dann vom Autor ab.

## Überblick
Bei näherer Betrachtung weist der Begriff des Schwerpunkts als Zentrum der Schwerkraft eine komplexere Struktur auf, als man von der intuitiven Anschauung her – unter vereinfachenden Bedingungen wie konstante Schwerebeschleunigung und homogene Dichte – erwartet.
- Bei homogener Dichte ({\displaystyle \rho ({\vec {r}})=\mathrm {konst.} =\rho }) und homogener Schwerkraft (Schwerebeschleunigung {\displaystyle g({\vec {r}})=\mathrm {konst.} =g}) lässt sich der Gesamtschwerpunkt einer Ansammlung aus der gewichteten Summe der Schwerpunkte aller Subsysteme ermitteln:

{\displaystyle {\vec {r}}_{s}={\frac {g\cdot \rho }{G}}\int {\vec {r}}\;\mathrm {d} V}
Mit
{\displaystyle G=g\cdot \rho \int \mathrm {d} V}
ergibt sich
{\displaystyle {\vec {r}}_{s}={\frac {\int {\vec {r}}\,\mathrm {d} V}{V}}.}
Die Subsysteme werden so gewählt, dass ihre Schwerpunkte leicht zu bestimmen sind.
Dabei sind
{\displaystyle {\vec {r}}} – Ortsvektor
{\displaystyle V} – Volumen
{\displaystyle G} – Gesamtgewicht
- Bei Körpern mit inhomogener Dichte ({\displaystyle \rho ({\vec {r}})\neq \mathrm {konst.} }) und bei konstantem Schwerefeld ({\displaystyle g({\vec {r}})=\mathrm {konst.} =g}) wird der Gesamtschwerpunkt berechnet als das erste Moment der Verteilungsfunktion der Dichte einer Ansammlung im Raum, normiert auf das Gesamtgewicht:

{\displaystyle {\vec {r}}_{s}={\frac {g}{G}}\int {\vec {r}}\cdot \rho ({\vec {r}})\,\mathrm {d} V}
mit
{\displaystyle G=g\int \rho ({\vec {r}})\,\mathrm {d} V}
ergibt sich
{\displaystyle {\vec {r}}_{s}={\frac {\int {\vec {r}}\cdot \rho ({\vec {r}})\,\mathrm {d} V}{\int \rho ({\vec {r}})\,\mathrm {d} V}}.}
In diesem Fall, z. B. näherungsweise auf der Erdoberfläche oder bei Objekten, die so klein sind, dass sich die Schwerkraft im Bereich ihres Volumens nicht merklich ändert, stimmt das Gravizentrum des Systems mit seinem Massenmittelpunkt überein.
- Ist zusätzlich auch das Gravitationsfeld inhomogen ({\displaystyle g({\vec {r}})\neq \mathrm {konst.} }), so integriert man nicht über die Dichte (Massen), sondern über die Wichte {\displaystyle \rho ({\vec {r}})\cdot g({\vec {r}})}:

{\displaystyle {\vec {r}}_{s}={\frac {1}{G}}\int {\vec {r}}\cdot \rho ({\vec {r}})\cdot g({\vec {r}})\,\mathrm {d} V}
mit
{\displaystyle G=\int \rho ({\vec {r}})\cdot g({\vec {r}})\,\mathrm {d} V}.
Die Verteilungsfunktion ist das Produkt einer externen und einer internen Komponente: die externe wird von der ortsabhängigen Gravitationsbeschleunigung {\displaystyle g({\vec {r}})} gebildet, die interne, von der Ansammlung definierte, ist die Dichte. Diese Dichte gibt an, wo wie viel von „dem, was dem betrachteten System zugeordnet wird,“ lokalisiert ist; außerhalb ist sie Null. So beschreibt die Dichtefunktion die Form der Objekte.

## Auswirkung der Abweichung von Massenmittelpunkt und Gravizentrum
Eine Langhantel der Länge {\displaystyle d} falle scheinbar „schwerelos“ in einem niedrigen Orbit um die Erde. Sie sei schräg zur Vertikalen orientiert, so dass die beiden Gewichte eine Höhendifferenz von einem Meter haben. Die Schwerebeschleunigung {\displaystyle g} nimmt pro Meter Höhe um etwa {\displaystyle 3\cdot 10^{-7}g} ab. Bezogen auf den Massenmittelpunkt (Baryzentrum) liegt also das Gravizentrum um {\displaystyle 1{,}5\cdot 10^{-7}d} näher am tiefer liegenden Ende der Hantel. Im Gravizentrum greift die Schwerkraft an, während die Trägheitskraft (Zentrifugalkraft) im Baryzentrum angreift. Es entsteht ein kleines Drehmoment in Richtung vertikaler Ausrichtung, siehe Gravitationsstabilisierung von Satelliten.
Auf die gleiche Weise entsteht das Drehmoment bei der Gezeitenreibung.